# Міністерство фінансів Латвії
Міністерство фінансів Латвійської Республіки (Latvijas Republikas Finanšu ministrija) — основна установа державного управління у фінансовому секторі Латвії. Основними завданнями міністерства є розробка фінансової політики, організація та координація реалізації фінансової політики. На політичному рівні Міністерство фінансів очолює міністр фінансів. Першим міністром фінансів Тимчасового уряду Латвії був Карліс Пуріньш (1918—1919). Днем заснування Міністерства фінансів Латвійської Республіки вважається 19 листопада 1918 року, коли Народна рада затвердила повноваження Тимчасового уряду Латвії.

## Історія будівлі міністерства
Міністерство фінансів знаходиться у спеціально збудованому будинку на вулиці Смілшу, 1 у Старій Ризі. Конкурс проектів будівлі пройшов 1936 року. Перше місце посів архітектор Олександр Клінклавс, якому довірили розробку проєкту та управління роботами. Будівельні роботи тривали з 1937 до 1940 року, але не були завершені до початку Другої світової війни, хоча сама будівля була введена в експлуатацію 2 вересня 1940 року.

## Функції міністерства
Функції та завдання Міністерства фінансів визначаються його нормативно-правовими актами. Роботу міністерства також очолює державний секретар. Основними завданнями державного секретаря є організація розробки галузевої політики та стратегій, реалізація галузевої політики, управління адміністративною роботою установи та організація виконання функцій міністерств. При Міністерстві працює Центральне агентство фінансів та контрактів, Бюро моніторингу закупівель, Інспекція нагляду за лотереями та азартними іграми, Казначейство, а також Державна служба доходів.